# Championnat de Croatie de football 1997-1998
Navigation
Saison précédente Saison suivante
La saison 1997-1998 du Championnat de Croatie de football est la 7e édition de la première division croate.
Le championnat change de nouveau de formule cette saison. Les 12 équipes de 1re division sont groupées au sein d'une poule unique où chaque équipe rencontre ses adversaires deux fois, à domicile et à l'extérieur. À la fin de cette première phase, les six premiers disputent une poule pour le titre, tandis que les six derniers jouent une poule de relégation, avec la descente en D2 pour le dernier et un barrage contre un club de D2 pour l'avant-dernier de cette poule.
C'est le Croatia Zagreb, double champion en titre, qui termine en tête du championnat et remporte le 4e titre de champion de Croatie de son histoire. Le Croatia Zagreb réalise un 3e doublé consécutif en battant le NK Varteks Varazdin en finale de la Coupe de Croatie.

## Les 12 clubs participants
| - Hajduk Split - NK Zagreb - NK Osijek - Croatia Zagreb - NK Slaven Belupo - Promu de D2 - Mladnost 127 Suhopolje | - NK Varteks Varazdin - NK Rijeka - HNK Šibenik - NK Zadar - NK Samobor - Promu de D2 - NK Hrvatski Dragovoljac Zagreb |

## Compétition
Le barème de points servant à établir les différents classements se décompose ainsi :
- Victoire : 3 points
- Match nul : 1 point
- Défaite, forfait ou abandon du match : 0 point

### Première phase

#### Classement
| Rang | Équipe                         | Pts | J  | G  | N  | P  | Bp | Bc | Diff |
| ---- | ------------------------------ | --- | -- | -- | -- | -- | -- | -- | ---- |
| 1.   | Croatia Zagreb                 | 49  | 22 | 15 | 4  | 3  | 46 | 18 | +28  |
| 2.   | Hajduk Split                   | 43  | 22 | 13 | 4  | 5  | 36 | 20 | +16  |
| 3.   | NK Zagreb                      | 41  | 22 | 12 | 5  | 5  | 35 | 23 | +12  |
| 4.   | NK Hrvatski Dragovoljac Zagreb | 36  | 22 | 10 | 6  | 6  | 31 | 18 | +13  |
| 5.   | NK Osijek                      | 32  | 22 | 9  | 5  | 8  | 29 | 26 | +3   |
| 6.   | NK Zadar                       | 28  | 22 | 8  | 4  | 10 | 25 | 24 | +1   |
| 7.   | HNK Rijeka                     | 26  | 22 | 5  | 11 | 6  | 20 | 24 | -4   |
| 8.   | NK Varteks Varaždin            | 24  | 22 | 6  | 6  | 10 | 24 | 32 | -8   |
| 9.   | NK Mladost 127 Suhopolje       | 23  | 22 | 6  | 5  | 11 | 17 | 24 | -7   |
| 10.  | NK Slaven Belupo P             | 23  | 22 | 6  | 5  | 11 | 20 | 43 | -23  |
| 11.  | NK Samobor P                   | 22  | 22 | 6  | 4  | 12 | 23 | 35 | -12  |
| 12.  | HNK Šibenik                    | 17  | 22 | 4  | 5  | 13 | 19 | 38 | -19  |

| Légende : Qualifications et relégations | Légende : Qualifications et relégations          |
| --------------------------------------- | ------------------------------------------------ |
|                                         | Participation à la poule pour le titre           |
|                                         | Participation à la poule de promotion-relégation |

### Seconde phase
Avant le démarrage de la seconde phase, les équipes conservent la moitié (arrondi par excès) des points obtenus lors de la première phase.

#### Poule pour le titre
| Rang | Équipe                         | Pts | J  | G | N | P | Bp | Bc | Diff |
| ---- | ------------------------------ | --- | -- | - | - | - | -- | -- | ---- |
| 1.   | Croatia Zagreb T C             | 49  | 10 | 7 | 3 | 0 | 28 | 10 | +18  |
| 2.   | Hajduk Split                   | 36  | 10 | 4 | 2 | 4 | 17 | 16 | +1   |
| 3.   | NK Osijek                      | 32  | 10 | 5 | 1 | 4 | 13 | 12 | +1   |
| 4.   | NK Hrvatski Dragovoljac Zagreb | 32  | 10 | 4 | 2 | 4 | 7  | 12 | -5   |
| 5.   | NK Zagreb                      | 30  | 10 | 2 | 3 | 5 | 16 | 16 | 0    |
| 6.   | NK Zadar                       | 21  | 10 | 2 | 1 | 7 | 11 | 26 | -15  |

| Légende : Qualifications et relégations | Légende : Qualifications et relégations        |
| --------------------------------------- | ---------------------------------------------- |
|                                         | Qualifié pour la Ligue des champions 1998-1999 |
|                                         | Qualifié pour la Coupe UEFA 1998-1999          |
|                                         | Qualifié pour la Coupe Intertoto 1998          |

#### Poule de relégation
| Rang | Équipe                   | Pts | J  | G | N | P | Bp | Bc | Diff |
| ---- | ------------------------ | --- | -- | - | - | - | -- | -- | ---- |
| 1.   | HNK Rijeka               | 28  | 10 | 4 | 3 | 3 | 16 | 13 | +3   |
| 2.   | NK Slaven Belupo         | 27  | 10 | 5 | 0 | 5 | 11 | 13 | -2   |
| 3.   | HNK Šibenik              | 27  | 10 | 5 | 3 | 2 | 16 | 7  | +9   |
| 4.   | NK Varteks Varaždin      | 26  | 10 | 4 | 2 | 4 | 10 | 12 | -2   |
| 5.   | NK Mladost 127 Suhopolje | 25  | 10 | 4 | 1 | 5 | 13 | 11 | +2   |
| 6.   | NK Samobor               | 21  | 10 | 3 | 1 | 6 | 11 | 20 | -9   |

| Légende : Qualifications et relégations | Légende : Qualifications et relégations          |
| --------------------------------------- | ------------------------------------------------ |
|                                         | Qualifié pour la Coupe des Coupes 1998-1999      |
|                                         | Participation à la poule de promotion-relégation |
|                                         | Relégation en deuxième division                  |

#### Barrage de promotion-relégation
| Équipe 1                      | Résultat | Équipe 2               |
| ----------------------------- | -------- | ---------------------- |
| NK Mladost 127 Suhopolje (D1) | 2 - 1    | HNK Segesta Sisak (D2) |

## Bilan de la saison
| Tableau d'Honneur                  |                |
| Compétition                        | Vainqueur      |
| Championnat de Croatie de football | Croatia Zagreb |
| Coupe de Croatie de football       | Croatia Zagreb |

| Qualifications européennes 1997-1998 |                                |
| Ligue des champions 1998-1999        | Qualifié                       |
| Tour préliminaire                    | Croatia Zagreb                 |
| Coupe des Coupes 1998-1999           | Qualifié                       |
| Tour préliminaire                    | NK Varteks Varazdin            |
| Coupe UEFA 1998-1999                 | Qualifiés                      |
| 1er tour préliminaire                | Hajduk Split NK Osijek         |
| Coupe Intertoto 1998                 | Qualifié                       |
| Phase de poules                      | NK Hrvatski Dragovoljac Zagreb |

| Promotions et relégations |             |
| Relégué en 2e division    | NK Samobor  |
| Promu en Prva HNL         | HNK Cibalia |